# West Samoset
West Samoset és una concentració de població designada pel cens dels Estats Units a l'estat de Florida. Segons el cens del 2000 tenia 5.507 habitants.

## Demografia
Segons el cens del 2000, West Samoset tenia 5.507 habitants, 1.814 habitatges, i 1.246 famílies. La densitat de població era de 1.552 habitants/km².
Dels 1.814 habitatges en un 41,3% hi vivien nens de menys de 18 anys, en un 38,9% hi vivien parelles casades, en un 22,8% dones solteres, i en un 31,3% no eren unitats familiars. En el 23,6% dels habitatges hi vivien persones soles el 12,7% de les quals corresponia a persones de 65 anys o més que vivien soles. El nombre mitjà de persones vivint en cada habitatge era de 2,88 i el nombre mitjà de persones que vivien en cada família era de 3,38.
Per edats la població es repartia de la següent manera: un 33,6% tenia menys de 18 anys, un 11,1% entre 18 i 24, un 28,4% entre 25 i 44, un 13,7% de 45 a 60 i un 13% 65 anys o més.
L'edat mediana era de 28 anys. Per cada 100 dones de 18 o més anys hi havia 85,6 homes.
La renda mediana per habitatge era de 30.047 $ i la renda mediana per família de 31.379 $. Els homes tenien una renda mediana de 22.348 $ mentre que les dones 20.761 $. La renda per capita de la població era de 13.027 $. Entorn del 17,6% de les famílies i el 18,8% de la població estaven per davall del llindar de pobresa.

## Poblacions més properes
El següent diagrama mostra les poblacions més properes.